# Fritz Wintersteller
Fritz Wintersteller (ur. 21 października 1927 w Innsbrucku, zm. 15 września 2018 w Salzburgu) – austriacki wspinacz. W 1957 był członkiem austriackiej ekspedycji, która po raz pierwszy zdobyła Broad Peak.
Chociaż nigdy nie był zawodowym wspinaczem, to zdobył prawie wszystkie czterotysięczniki w Alpach.

## Pierwsze wejścia
- 1943: Kleines Fieberhorn
- Großes Fieberhorn
- Bratschenkop
- 1944: Zahringkogel
- Watzmannfrau
- 1945: Hochkogel
- 1946: Großwand, zejście na nartach
- 1948: Wiesspitze
- Lehender Kopf
- 1955: Falkenstein
- Westbyfijell
- Snökuppelen
- 1957: Broad Peak, 8030 m
- Broad Peak, 8047 m (9 czerwca)
- Skil Brum, 7420 m (19 czerwca)